# 认知的封闭
科學哲學和心靈哲學中，認知的封閉是指，人類的心靈是沒有能力解決一些討論了很久的哲學問題的。 歐文·弗蘭納根把這種立場叫做非建設性自然主義。新神秘主義的首提倡者柯林·麥金，稱其爲先驗自然主義，承認解決方法可能只能由某種非人類智慧生物提出。根據麥金，難以解決的哲學問題包括心物問題、人格同一性、意義問題、自由意志以及知识论，無論是從先天證明的角度，還是從经验主义的立場。

## 人物
- 柯林·麥金

- 哈耶克：對於弗里德里希·哈耶克，解釋心靈問題本身就是個邏輯上的矛盾，這種不完全性（心靈解釋自己的無能）是哥德尔不完备定理的一個例子。哈耶克不是自然主義不可知論者，即那些認爲科學目前不能提供身心問題解釋的人。哈耶克認爲，徹底上，這個問題就是解不開。[5]

- 约翰·廷德尔：見John Tyndall (1871)，Fragments of Science。

- 諾姆·喬姆斯基：诺姆·乔姆斯基認爲，所有認知能力都在生物學上被限制。[6]見Noam Chomsky，Language and problems of knowledge。

## 現象和本體
伊曼努尔·康德在《纯粹理性批判》中，認爲人類的思想不可避免地受到範疇的限制。
 量的範疇 – 單一、多數、全體

質的範疇 – 實在、否定、限制

關係的範疇 – 依存性和自存性（實性和偶性）、 因果性和獨立性、協同性

模態的範疇 – 可能性或不可能性、存在或不存在、必然或偶然。
這些限制了人類的思維。可以瞭解的是現象，範疇之外不可瞭解的是本體，即物自體。

## 新神秘主義
變成蝙蝠會怎樣？湯瑪斯·內格爾這樣發問。 他提到了對於經驗的主觀性認知封閉的可能性，以及其對於唯物主义、还原论、科学的意義。 歐文·弗拉納根在1991年的著作《心靈的科學》（Science of the Mind）中提到，一些當代思想家認爲意識永遠不會得到解釋。弗拉納根把他們叫做“新神秘主義者”，根據的是樂隊Question Mark and the Mysterians的名字根據麥金，心物問題的正確答案不能被理解，深深地寫在我們的基因裏面。
显现唯物论是個類似但不同的理論，認爲人類還不夠聰明以決定“心靈與物質的關係”。

## 批判
儘管意識的本性是複雜的，但是根據一些哲學家，這並不意味著認知的封閉性，因此，麥金的論證是錯誤的。